# Bernard King
Bernard King (Brooklyn, Nueva York, 4 de diciembre de 1956) es un exjugador de baloncesto estadounidense que jugó en la NBA durante 14 temporadas. Con 2,01 metros de estatura, jugaba en la posición de alero, siendo uno de los 25 mejores jugadores de la historia de la liga en porcentaje de puntos.

## Trayectoria deportiva

### Universidad
Jugó durante 3 temporadas con los Volunteers de la Universidad de Tennessee, donde promedió 25,8 puntos y 13,2 rebotes por partido. Fue nombrado Mejor Baloncestista Masculino del Año de la Southeastern Conference en 1976.

### Profesional
Fue elegido en la séptima posición del Draft de la NBA de 1977 por New Jersey Nets, y no tardó en demostrar su valía, ya que ese mismo año promedió 24,2 puntos y 9,5 rebotes, lo que le valió ser elegido en el mejor quinteto de rookies del año.
El 31 de enero de 1984, jugando ya con los Knicks, hizo historia al convertirse en el primer jugador desde 1964 en anotar en dos partidos consecutivos 50 o más puntos. 
En la temporada siguiente, el Día de Navidad de 1984, anotó 60 puntos ante los New Jersey Nets, siendo el décimo jugador en la historia que conseguía esa cifra de puntos en un partido. Esa misma temporada acabaría como máximo anotador de la NBA, tras promediar 32,9 puntos por partido.
Al finalizar la temporada 1992-93, King anunció su retirada de las pistas, con 36 años de edad, siendo en ese momento el 16º máximo anotador de la historia de la NBA.

## Estadísticas de su carrera en la NBA
|  | Líder de la liga |

### Temporada regular
| Año      | Equipo       | PJ  | PT  | MPP  | %TC  | %3P  | %TL  | RPP | APP | ROB | TPP | PPP  |
| -------- | ------------ | --- | --- | ---- | ---- | ---- | ---- | --- | --- | --- | --- | ---- |
| 1977-78  | New Jersey   | 79  | —   | 39.1 | .479 | —    | .677 | 9.5 | 2.4 | 1.5 | .5  | 24.2 |
| 1978-79  | New Jersey   | 82  | —   | 34.9 | .522 | —    | .564 | 8.2 | 3.6 | 1.4 | .5  | 21.6 |
| 1979-80  | Utah         | 19  | —   | 22.1 | .518 | —    | .540 | 4.6 | 2.7 | .4  | .2  | 9.3  |
| 1980-81  | Golden State | 81  | —   | 36.0 | .588 | .333 | .703 | 6.8 | 3.5 | .9  | .4  | 21.9 |
| 1981-82  | Golden State | 79  | 77  | 36.2 | .566 | .200 | .705 | 5.9 | 3.6 | 1.0 | .3  | 23.2 |
| 1982-83  | New York     | 68  | 68  | 32.5 | .528 | .000 | .722 | 4.8 | 2.9 | 1.3 | .2  | 21.9 |
| 1983-84  | New York     | 77  | 76  | 34.6 | .572 | .000 | .779 | 5.1 | 2.1 | 1.0 | .2  | 26.3 |
| 1984-85  | New York     | 55  | 55  | 37.5 | .530 | .100 | .772 | 5.8 | 3.7 | 1.3 | .3  | 32.9 |
| 1986-87  | New York     | 6   | 4   | 35.7 | .495 | —    | .744 | 5.3 | 3.2 | .3  | .0  | 22.7 |
| 1987-88  | Washington   | 69  | 38  | 29.6 | .501 | .167 | .762 | 4.1 | 2.8 | .7  | .1  | 17.2 |
| 1988-89  | Washington   | 81  | 81  | 31.6 | .477 | .167 | .819 | 4.7 | 3.6 | .8  | .2  | 20.7 |
| 1989-90  | Washington   | 82  | 82  | 32.8 | .487 | .130 | .803 | 4.9 | 4.6 | .6  | .1  | 22.4 |
| 1990-91  | Washington   | 64  | 64  | 37.5 | .472 | .216 | .790 | 5.0 | 4.6 | .9  | .3  | 28.4 |
| 1992-93  | New Jersey   | 32  | 2   | 13.4 | .514 | .286 | .684 | 2.4 | .6  | .3  | .1  | 7.0  |
| Total    | Total        | 874 | 547 | 33.7 | .518 | .172 | .730 | 5.8 | 3.3 | 1.0 | .3  | 22.5 |
| All-Star | All-Star     | 4   | 1   | 21.0 | .474 | —    | .692 | 4.3 | 2.3 | .8  | .5  | 11.3 |

### Playoffs
| Año   | Equipo     | PJ | PT | MPP  | %TC  | %3P  | %TL  | RPP | APP | ROB | TPP | PPP  |
| ----- | ---------- | -- | -- | ---- | ---- | ---- | ---- | --- | --- | --- | --- | ---- |
| 1979  | New Jersey | 2  | —  | 40.5 | .500 | —    | .417 | 5.5 | 3.5 | 2.0 | .0  | 26.0 |
| 1983  | New York   | 6  | —  | 30.7 | .577 | .333 | .800 | 4.0 | 2.2 | .3  | .0  | 23.5 |
| 1984  | New York   | 12 | —  | 39.8 | .574 | .000 | .756 | 6.2 | 3.0 | 1.2 | .5  | 34.8 |
| 1988  | Washington | 5  | 4  | 33.6 | .491 | —    | .810 | 2.2 | 1.8 | .6  | .0  | 13.8 |
| 1993  | New Jersey | 3  | 1  | 8.0  | .571 | —    | —    | .3  | .0  | .3  | .0  | 2.7  |
| Total | Total      | 28 | 5  | 33.4 | .559 | .250 | .729 | 4.3 | 2.3 | .9  | .2  | 24.5 |